# 몰디브의 국기

몰디브의 대통령기

몰디브의 국기는 1965년 7월 26일에 독립과 함께 제정되었다. 하얀색 초승달은 이슬람교 신앙을, 빨간색 직사각형은 나라의 과거, 현재, 미래를 위해 희생한 영웅들을, 초록색 직사각형은 나라의 생명의 원천인 야자나무를 상징한다.

## 색상
| 색상 | 빨강                | 초록               | 하양                  |
| ---- | ------------------- | ------------------ | --------------------- |
| RGB  | 210–16–52 (#DC241F) | 0–126–58 (#007E3A) | 255–255–255 (#FFFFFF) |

## 과거의 기

최초의 국기
1903년 이전에 사용된 기
1926년부터 1949년 사이에 제정되었다가 1953년까지 사용된 기
1949년부터 1953년 사이에 제정되었다가 1953년까지 사용된 상선기
1953년부터 1965년까지 사용된 기
1954년부터 1965년까지 사용된 술탄의 기
1959년부터 1963년까지 사용된 수바디베 공화국의 기